# Peter Spuhler (Unternehmer)

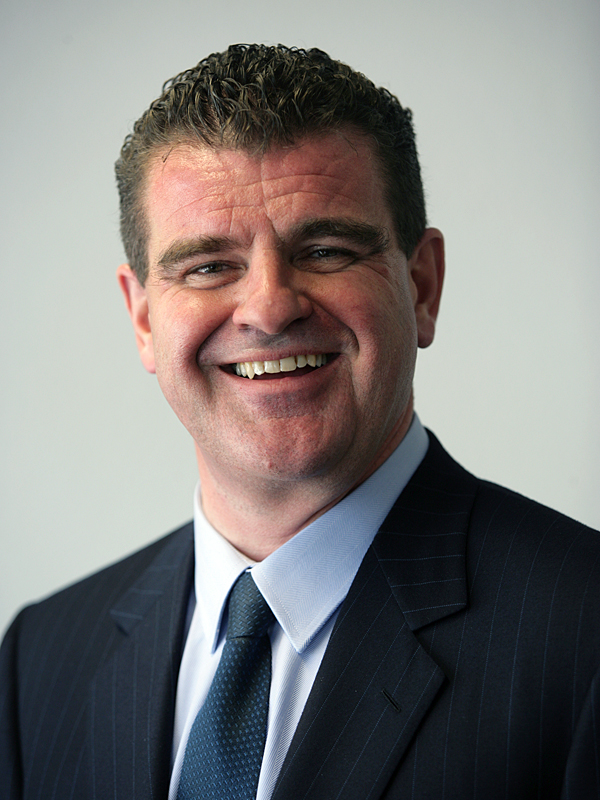
Peter Spuhler

Peter Christoph Spuhler (* 9. Januar 1959 in Sevilla, Spanien) ist ein Schweizer Unternehmer und Politiker der Schweizerischen Volkspartei (SVP). Er ist Präsident des Verwaltungsrates der Stadler Rail AG.
Im Jahr 1989 übernahm er die Stadler Fahrzeuge AG in Bussnang und strukturierte sie in den folgenden Jahren zu einem international führenden Schienenfahrzeughersteller um, der Stadler Rail AG. Ausserdem war er von 1999 bis 2012 für die SVP Thurgau Mitglied im Nationalrat.

## Leben
Nachdem Spuhler die Schulzeit in Zürich verbracht hatte, studierte er von 1980 bis 1986 Betriebswirtschaft an der Universität St. Gallen (HSG). In seiner Jugend begann er eine Karriere als Eishockeyspieler beim Grasshopper Club Zürich. Er ist mit Daniela Spuhler-Hoffmann verheiratet und hat mit ihr ein Kind. Aus erster Ehe hat Spuhler zwei weitere Kinder. Sein Vermögen wurde 2023 vom Wirtschaftsmagazin Bilanz auf 4,3 Milliarden Schweizer Franken geschätzt.

## Wirtschaft

### Stadler
Nachdem er eine Enkelin des Unternehmensgründers Ernst Stadler geheiratet hatte, trat Spuhler im Jahr 1987 seine Stelle bei der Stadler Fahrzeuge AG an, die damals noch von der Witwe des Gründers, Irma Stadler-Müller, geführt wurde. Zwei Jahre später übernahm er die Firma mit ihren 18 Mitarbeitern und einem Umsatz von ca. 4,5 Millionen Franken, laut seiner Aussage mit einem Bankdarlehen der Thurgauer Kantonalbank von rund 5 Millionen Franken. Er strukturierte sie um und setzte mit dem Stadler GTW auf ein neues Fahrzeug, das sich für den modernen Nahverkehr besser eignete. Um im Schienenfahrzeugbau voranzukommen, kaufte Spuhler 1997 das Werk Altenrhein der Schindler Waggon AG. Die neue Holdingstruktur begünstigte die Expansion nach Deutschland und Osteuropa. 
Per 1. April 2018 gab Spuhler die Geschäftsleitung der Stadler Rail Group an Thomas Ahlburg ab und beschränkte sich auf das exekutive Präsidium des Verwaltungsrates. Der neue CEO, der von der Konkurrentin Bombardier kam, verstand sich jedoch nicht mit der Geschäftsleitung. Aufgrund der Differenzen bei der strategischen und organisatorischen Weiterentwicklung von Stadler Rail AG übernahm Spuhler im Mai 2020 ad interim wieder den Posten des Group CEO. Per 1. Januar 2023 setzte er dafür seinen langjährigen Mitarbeiter Markus Bernsteiner ein. Seine Nachfolge im Unternehmen, an dem er noch 42 Prozent hält, will er bis zu seinem 70. Geburtstag im Jahr 2029 regeln.

### Weitere Mandate
Über die Stadler Rail AG hinaus hält Spuhler in seiner privaten PCS Holding weitere namhafte Beteiligungen, so an Rieter, Autoneum und Swiss Steel, sowie die Mehrheit am nicht börsenkotierten Fahrzeugbauer Aebi Schmidt. Bei Rieter und Aebi Schmidt sitzt er auch im Verwaltungsrat, ausserdem bei Allreal und bei der Walo Bertschinger AG, dem Unternehmen seiner Ehefrau, sowie im Aufsichtsrat der Robert Bosch GmbH. Die NZZ bezeichnet den «erfolgreichsten Unternehmer seiner Generation» deshalb wegen der noch nicht geklärten Nachfolge als «Klumpenrisiko» für den Werkplatz.
Zudem ist Spuhler Mitglied beim Arbeitgeberverband Mittelthurgau in Weinfelden, bei der Industrie- und Handelskammer Thurgau, beim Informationsdienst für den öffentlichen Verkehr und bei der IG Freiheit. Er engagiert sich bei der Stiftung Tele D (Diessenhofen) und ist Vizepräsident der Betriebs AG der ZSC Lions.

## Politik
1999 wurde Spuhler für die SVP Thurgau in den Nationalrat gewählt und bei den Wahlen 2003, 2007 sowie 2011 bestätigt. Er war im Parlament Mitglied der Kommission für Wirtschaft und Abgaben (WAK). Entgegen der Mehrheit seiner Partei steht er der Personenfreizügigkeit, respektive dem gesamten Paket Bilaterale I, positiv gegenüber.
Ende 2012 trat Spuhler während der Eurokrise von seinem Amt als Nationalrat zurück, um sich auf seine Tätigkeiten in der Wirtschaft zu konzentrieren. Seine Nachfolgerin war Verena Herzog. Während und auch nach seiner Amtszeit galt er mehrmals als idealer SVP-Kandidat für den Bundesrat. Er sprach sich aber immer dagegen aus, weil er bei einer Wahl mangels Nachfolge sein Unternehmen verkaufen müsste.
Im November 2020 wurde Spuhler, dessen Unternehmen verschiedene geschäftliche Verbindungen mit Russland hat, zum russischen Honorarkonsul in der Schweiz ernannt. Spuhler lehnte das Amt jedoch ab.
Spuhler ist Co-Präsident der Organisation Autonomiesuisse. Er äusserte sich zu den Verhandlungen der Schweiz mit der EU wie folgt: «Gegen ein Rahmenabkommen für den Gesetzesnachvollzug ist grundsätzlich nichts einzuwenden. Wir dürfen aber das Schiedsgerichtsverfahren mit der Überlegenheit des Europäischen Gerichtshofes niemals akzeptieren, um unsere Souveränität zu schützen.»

## Auszeichnungen
- 2008 und 2011: Unternehmer des Jahres. Preisgeber: Handelszeitung.[16]
- Nomination für die Arosa Humorschaufel 2014, Jurypreis des Arosa Humor-Festivals.[17]